# Knappa, Oregon
Knappa là một cộng đồng chưa hợp nhất nằm bên sông Columbia trong Quận Clatsop, tiểu bang Oregon, Hoa Kỳ. Theo sách Các địa danh Oregon, nó được đặt theo tên của Aaron Knapp, Jr., một người định cư trước kia. Có một bưu điện tại Knappa từ năm 1872 đến 1943.
Lâm nghiệp và đánh cá là các hoạt động kinh tế chính tại Knappa. Học khu Knappa có 1 trường tiểu học và 1 trường trung học.